# بيير فونتين (ملحن)
بيير فونتين (بالفرنسية: Pierre Fontaine)‏ هو ملحن فرنسي، ولد في 1380 في روان في فرنسا، وتوفي في 1450.

## وصلات خارجية
- بيير فونتين على موقع IMDb (الإنجليزية)
- بيير فونتين على موقع ميوزك برينز (الإنجليزية)